# Champagne Jeeper
Champagne Jeeper è un'azienda francese produttrice di champagne.

## Storia
Jeeper è una storica azienda familiare, di proprietà della famiglia Goutorbe, con oltre 150 anni di Storia nella produzione e conduzione di vigneti nel territorio di origine dello Champagne, precisamente dal 1847, sita nel territorio di Faverolles et Coëmy, nelle immediate prossimità di Reims, nel nord–ovest della regione dello Champagne.
Il marchio Jeeper nasce nel dopo guerra, in quanto Armand Goutorbe girava per i campi dell'appezzamento utilizzando una Jeep lasciata li dall'esercito americano.
Nel 2009 l'azienda è stata rilevata dalla famiglia Dubois, che ha rivisto totalmente la struttura produttiva e commerciale in Europa e nel Mondo. Sono stati perfezionati gli impianti di produzione, stoccaggio ed imbottigliamento arrivando ad una capacità produttiva che tocca le 6 milioni di bottiglie annue .

## Tipi di champagne

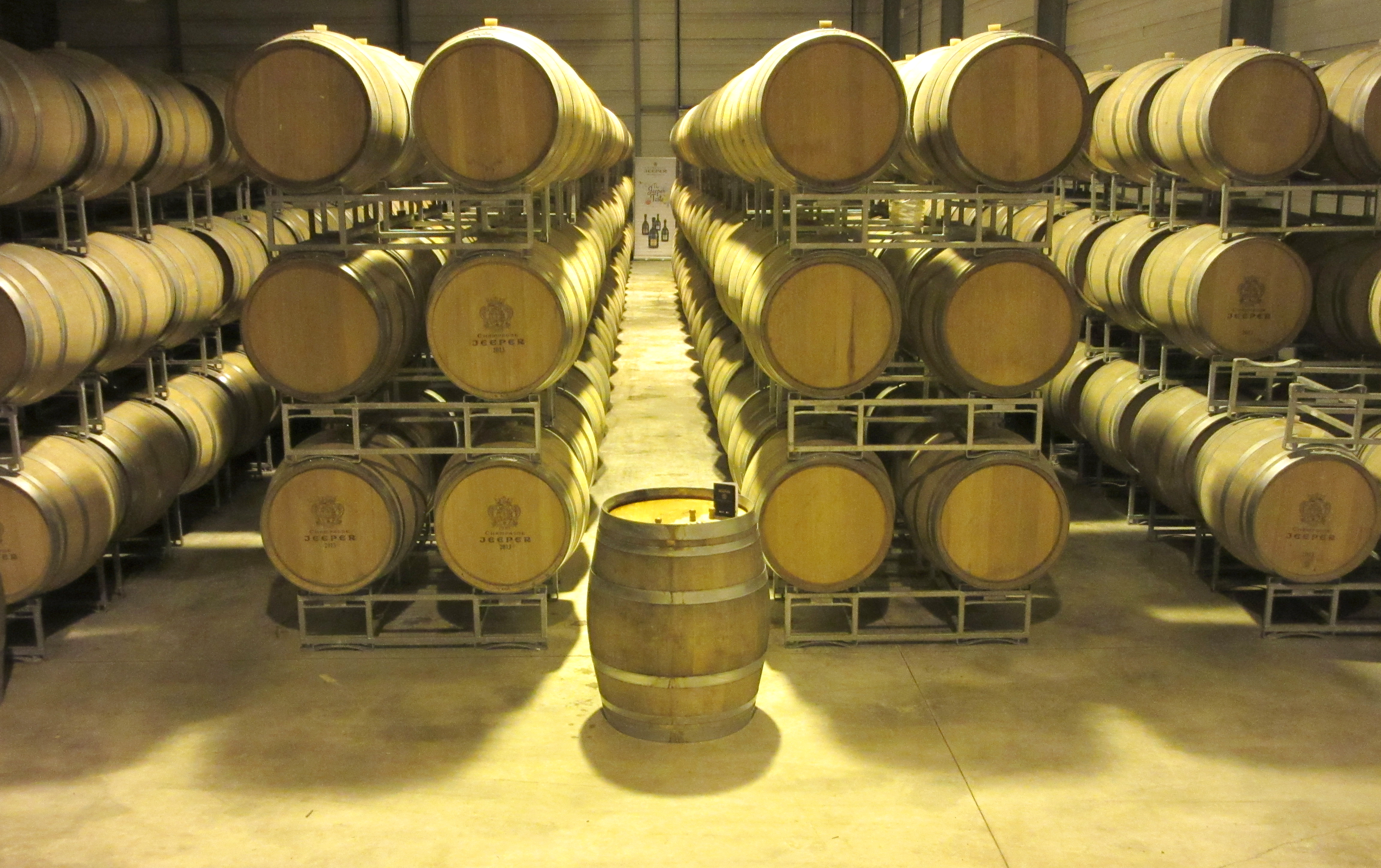
Jeeper Champagne

- Cuvée Grand Assemblage composto da 60% da Chardonnay, 25% Pinot nero e 15% Pinot meunier.
- Cuvée Grande Réserve Chardonnay composto da 100% da Chardonnay.
- Cuvée Grand Rosé, composto da 88% da Chardonnay e 12% da Pinot nero
- Cuvée Extra Brut Naturelle, composto da 30% da Chardonnay., 70% da Pinot nero.